# Variabilní symbol
Variabilní symbol je identifikátor plateb v tuzemském platebním styku. Jeho maximální délka je 10 znaků a skládá se jen z číslic. Uvádění a forma variabilního symbolu na platebním příkazu bylo upraveno vyhláškou ČNB 62/2004 Sb. (zrušena vyhláškou ČNB č. 169/2011 Sb. bez náhrady; přes to se dodnes zrušená vyhláška v praxi používá).
Z účetního zákona neplynou žádná další omezení na jeho použití, v obchodním styku se však používá zpravidla pro uvedení čísla faktury, obecně pro jednorázovou identifikaci.

## Související údaje, trvalá identifikace
Naproti tomu pro účel jednoznačné identifikace plátce se jako identifikátor používá specifický symbol, jde tedy obecněji o údaj s delší než jednorázovou platností: Jako doplněk k jednorázové faktuře typicky číslo smlouvy.
Například pro rozpoznání platící fyzické osoby lze jako jeden z údajů platby uvést rodné číslo (zvláště při platebním styku s obecními úřady, bytovými družstvy apod.). Vyžadování rodného čísla jako variabilního symbolu však je problematické z hlediska zákona o ochraně osobních údajů a zákona o evidenci obyvatel.
Pro identifikaci právnické osoby se uvádí například její IČO (při platebním styku se státním úřadem).
Pro platby daní finančnímu úřadu je pro identifikaci vyžadováno DIČ plátce, pro tzv. správné „umístění platby“, a ne IČO. Obdobně např. OSVČ v platbách sociálního pojištění uvádí jako specifický symbol číslo sociálního pojištění nebo registrační číslo přidělené ČSSZ/PSSZ.